# Bring on the Night
Pour les articles homonymes, voir Bring on the Night (chanson).
Albums de Sting
The Dream of the Blue Turtles
(1985) …Nothing Like the Sun
(1987)
Bring on the Night est le premier album live de Sting sorti en 1986 et enregistré lors de la tournée de 1985 à Paris à Bercy (Décembre) et au Théâtre Mogador (Mai), à Rome et à Arnhem.
Sting y interprète des chansons issues de son album The Dream of the Blue Turtles, de faces B de single (Another Day et Low Life) ainsi que des titres de The Police et une reprise (Been Down so Long).
Le titre de l'album est également celui d'une chanson de The Police figurant sur l'album Reggatta de Blanc. C'est aussi le titre d'un film écrit et dirigé par Michael Apted de 1985, dans lequel on assiste aux préparatifs du premier spectacle de Sting avec ses musiciens au théâtre Mogador. On y voit ainsi des images de la ville de Paris, ainsi que de sa femme Trudie Styler qui accouche de son second enfant avec Sting, avec comme fond sonore, la pièce Russians de Sting.

## Historique
Après la séparation du trio The Police, Sting choisit une voie différente en s'entourant de musiciens noirs ayant surtout œuvré dans le jazz, une forme de musique dans laquelle il se sent parfaitement à l'aise étant donné son expérience avec des formations de jazz, Newcastle Big Band et Last Exit. Il risquait gros en commençant sa carrière solo sur un tel coup de dés, ne sachant pas quelle serait la réaction du public. Il a été contrebassiste avec The Newcastle Big Band en 1971 et Last Exit en 1974, deux groupes de jazz, puis il fit la rencontre du batteur Stewart Copeland qui venait de quitter Curved Air et du guitariste Henry Padovani avec qui il monta The Police. Ce dernier fut rapidement remplacé par l'ex-Soft Machine Andy Summers.
Pour ce premier album solo, il sut toutefois s'entourer de grands musiciens. Darryl Jones fut bassiste pour Miles Davis et Herbie Hancock et son groupe Headhunters et il accompagne désormais les Rolling Stones. Branford Marsalis au saxophone et à la clarinette a aussi joué avec Miles Davis ainsi que Dizzy Gillespie. Le batteur Omar Hakim a quant à lui été membre du groupe Weather Report et le claviériste Kenny Kirkland a prêté ses talents au groupe de Branford Marsalis ainsi que Miroslav Vitouš. Les choristes Janice Pendarvis et Dolette McDonald ont travaillé précédemment avec Talking Heads, Laurie Anderson et David Bowie entre autres. La performance du batteur Omar Hakim vers la fin de la chanson I Burn For You vaut a elle seule le visionnement du film.
Comme Sting le mentionne lui-même pendant une entrevue dans le film, on ne voit jamais la naissance d'un groupe au cinéma. Il cite comme exemple les films Let It Be des Beatles et The Last Waltz du groupe The Band, dans lesquels on assiste plutôt à la fin d'une époque, et en cela le film de Michael Apted est une première.
Le film nous montre Sting avec son groupe pratiquer les chansons au Château de Courson, pour la première de la tournée au Théâtre Mogador de Paris. On y voit de superbes images de la ville lumière ainsi que l'épouse de Sting, Trudie Styler alors enceinte. Il y a ainsi une scène magnifique dans laquelle on assiste à la naissance du second enfant du couple (Jake) avec le titre Russians de Sting comme fond sonore. C'est très symbolique quand on entend les paroles de cette chanson : «...J'espère que les Russes aiment leurs enfants aussi...» On doit tout de même se rappeler que nous étions alors en pleine guerre froide à cette époque. Il y a un parallèle à faire entre la naissance de l'enfant du couple et celle du groupe de Sting ; on y voit la fragilité et la relation naissante entre les musiciens du groupe, l'insécurité de chacun des acteurs de cette nouvelle histoire qui commence. C'est un grand film que ce Bring on the night.

## Listes des titres
Tous les titres sont écrits par Sting sauf indication contraire.

### Disque 1
1. Bring on the Night/When the World Is Running Down, You Make the Best of What's Still Around – 11:41
2. Consider Me Gone – 4:53
3. Low Life – 4:03
4. We Work the Black Seam – 6:55
5. Driven to Tears – 6:59
6. The Dream of the Blue Turtles/Demolition Man – 6:08

### Disque 2
1. One World (Not Three)/Love Is the Seventh Wave – 11:10
2. Moon Over Bourbon Street – 4:19
3. I Burn for You – 5:38
4. Another Day – 4:41
5. Children's Crusade – 5:22
6. Down So Long (JB Lenoir / Alex Atkins) - 4:35
7. Tea in the Sahara – 6:25

## Musiciens
- Sting – guitare électrique, contrebasse sur I burn for you, claviers, chant,
- Darryl Jones – basse
- Branford Marsalis – saxophone, clarinette, percussions
- Kenny Kirkland – claviers
- Omar Hakim – batterie, percussions
- Janice Pendarvis – chœurs
- Dolette Mc Donald – chœurs